# Дом дворянского собрания (Нижний Новгород)
Дом дворянского собрания (Дом культуры им. Свердлова) — памятник градостроительства и архитектуры в историческом центре Нижнего Новгорода. Построен в период классицизма в 1822—1826 годах. Автор проекта — нижегородский губернский архитектор И. Е. Ефимов. 
Историческое здание по адресу улица Большая покровская, 18 сегодня — объект культурного наследия Российской Федерации. 

## История
После издания императрицей Екатериной II указа о вольностях дворянству в Нижнем Новгороде начали проводиться съезды местных помещиков на регулярной основе, а для ведения дел учреждена специальная канцелярия. Деятельность новых учреждений оживлялась осенью — зимой, так как дворяне завершали сельскохозяйственный сезон и из усадеб перемещались в губернский город, где устраивались балы, спектакли и концерты. В XVIII — начале XIX веков культурные и светские мероприятия проводились в залах присутственных кремлёвских мест, Главного народного училища и театре Н. Г. Шаховского. В тот период дворянское сословие города ввело сбор средств для возведения собственного административного здания.
В 1815 году предводитель нижегородского дворянства Г. А. Грузинский обратился к известному арзамасскому архитектору Михаилу Коринфскому с просьбой составить проект нового здания. 7 августа 1816 года план-фасады дворянского дома отправили на рассмотрение в Санкт-Петербург, но Совет Академии художеств их отверг. По проекту предполагалось возвести огромное здание с открытым вовнутрь куполом на колоннаде, отопление которого не могло осуществляться в условиях русской зимы. 
19 августа 1822 года под строительство здания у княгини Надежды Александровны Черкасской был выкуплен земельный участок, располагавшийся на пересечении Большой Покровской и Старой Варварской (позже — Дворянской, сегодня — Октябрьской улицы), выходивший срезанным углом на площадь, которая сформировалась ещё в конце XVIII века. За новый проект, с учётом купленного у княгини участка, ещё в декабре 1821 года взялся губернский архитектор Иван Ефимов. В сентябре 1822 году план-фасады были готовы и утверждены. 24 мая 1823 года состоялась закладка фундамента, а к концу 1826 года дом под надзором автора проекта был отделан. Уже 6 декабря в нём состоялся первый бал.
На фиксационном плане города 1848—1853 годов отмечалось, что Дом дворянского собрания занимал обширный участок, составленный из двух домовладений: купленное у княгини Черкасской, где располагалось само здание и соседнее, выходившее на улицу Дворянскую, выкупленное у Балановской в 1826 году. На первом участке также располагались многочисленные хозяйственные и служебные постройки, выходившие как на Большую Покровскую, так и на Дворянскую улицу. В 1857 году, что отмечено на гравюре Д. Я. Быстрицкого, рядом с домом по Дворянской улице располагался трёхэтажный каменный флигель, соединённый с основным зданием каменной оградой с арочным проездом. Он был выстроен на месте деревянного в 1827 году. 
После постройки здание неоднократно перестраивалось в 1830—1860-х годах. Ремонтировались внешний декор, менялись внутренняя планировка и интерьеры: штукатурка, ремонт печей, окраска крыши и так далее. Окончательный облик дом приобрёл в 1870-х годах, когда по улице Дворянской к основному зданию был пристроен новый большой двухэтажный корпус, возведённый на месте старого флигеля. Корпус построили в 1870—1873 годах под размещение дворянского клуба, который включал зал, столовую, бильярдную, гостиную и читальную комнату с библиотекой. В 1878—1881 годах корпус частично приспособили под квартиру губернского предводителя дворянства. В 1897 году к торцу корпуса была пристроена дополнительная лестничная клетка с крыльцом. Надзор за работам осуществлял архитектор Владимир Лемке, который предположительно выступил и автором проекта.
На протяжении истории в здании работали многие выдающиеся деятели: декабристы И. А. Анненков с супругой Полиной Гёбль, А. Н. Муравьёв, В. И. Белавин, А. Д. Улыбышев, революционер-демократ Н. А. Добролюбов, Т. Г. Шевченко, А. И. Дельвиг. В колонном зале был зачитан Манифест об отмене крепостного права, впервые в Нижнем Новгороде исполнен «Реквием» Моцарта (дирижёр А. Д. Улыбышев), проходили концерты М. А. Балакирева, действовала художественная школа, устраивались художественно-архитектурные выставки и спектакли.
После революции 1917 года и до 1922 года помещения Дома дворянского собрания занимали различный организации: Губернский продовольственный комитет, Союзмолоко и другие. В зале Дворянского собрания в 1919 году была произнесена агитационная речь Надежды Крупской, там же выступал Михаил Калинин. 3 сентября 1922 года в здании открылся Центральный межсоюзный клуб имени Я. М. Свердлова — первый рабочий клуб города. Под нужды клуба были перестроены внутренние помещения дома. Корпус по Дворянской улице, в котором размещалась квартира предводителя дворянства, был освобождён от внутренних перегородок для создания вместительных залов, в которых могли проходить занятия клуба. В 1960 году Дом дворянского собрания получил статус памятника истории и культуры.
В 2007 году здание перешло в собственность коммерческой фирмы. В настоящее время в нём размещаются культурно-зрелищные организации, магазины и офисы. Памятник в целом сохранил исторический облик, сложившийся к началу XX века, утрачены только хозяйственные постройки и деревянные флигели, располагавшиеся внутри дворовой территории.

## Архитектура
Дом дворянского собрания является значительным памятником архитектуры русского классицизма. Архитектурно-художественное решение основного здания, построенного в 1820-е годы, определило его расположении на пересечении двух старинных улиц. Четырёхколонный портик ионического ордера, выступающий прямо на площадь, изначально перекликался с почти аналогичным портиком располагавшегося напротив дома генерала П. Б. Григорьева. Расположенная сбоку шестиколонная лоджия на высоком белокаменном цоколе, перекликалась с колоннадой балкона дома военного губернатора. Таким образом здание было вписано в существовавшую застройку и не разрушало сложившийся архитектурный ансамбль данной части города.
Основное здание первоначально было Г-образным в плане, длинный фасад которого простирался вдоль улицы Большой Покровской, а второй выходил на угол пересечения улиц. Оба фасада имели строгое симметричное построение, оси симметрии отмечались входами. Фасад, обращённый на площадь, был отмечен четырёхколонным портиком, через который был организован главный вход в здание. Оформление фасадов было характерным для русского классицизма и выражалось в использовании ионического ордера, треугольных фронтонов, декорированных плафонов, пилястр, раскреповки, аттиков, рустовки, меандрового пояса, фризового пояса с нишами в подоконном пространстве и уровне второго этажа, простых профилированных наличников, лепного декора.
Пристроенный в 1870-х годах корпус не нарушал общее архитектурное решение здания, находясь в общем композиционном и стилистическом единстве со старым зданием. Основу парадного фасада корпуса составили два одинаковых четырёхпилястровых портика. По размерам новый корпус был сопоставим с основным.

### Интерьеры
Основной корпус дома включал в себя большой двусветный колонный зал, выступавший над карнизом по улице Большой Покровской и фронтоном с торцевой стороны, обращённым к перекрёстку улиц. Планировка второго этажа была анфиладной и состояла из последовательного расположения пяти больших парадных комнат, включая колонный зал и круглый зал, отмечавший угловое положение здания и объём парадной лестницы. Первый этаж был разбит на небольшие и крупные помещения, в том числе — большой вестибюль и угловой круглый зал, которые использовались как административные службы дворянского собрания. Большой колонный зал был украшен двадцатью колоннами (спаренными на углах), поддерживающими хоры, рассчитанные как для оркестра, так и для зрителей. Сегодня помещение является единственным в Нижнем Новгороде сохранившимся интерьерным залом эпохи классицизма.
Из оформления колонного зала сохранились: колонны ионического ордера, балкон с балюстрадой, карниз с модульонами, геометрия потолка — зеркальный свод, меандровый пояс плафона, потолочная розетка. В круглом зале — профилированный карниз по периметру. Также в здании сохранились: печь, облицованная глазурованной плиткой; филенчатые порталы на лестничной площадке парадной лестницы; мраморная парадная лестница с перилами, ограждением и решётками; деревянная лестница на балкон колонного зала; зеркало на промежуточной площадке парадной лестницы с профилированной арочной рамой в прямоугольном обрамлении с карнизом на кронштейнах и завершением в виде сандрика с модульонами.